# Burgruine Stauf (Thalmässing)
Die Burgruine Stauf ist die Ruine einer Höhenburg auf dem 535 Meter hohen Bergkegel Burgberg über dem Gemeindeteil Stauf des Marktes Thalmässing im mittelfränkischen Landkreis Roth in Bayern.

## Geschichte
Die Gegend war bereits in der Steinzeit besiedelt. Der exponierte Bergsporn liegt exakt auf der europäischen Hauptwasserscheide und ermöglicht nach Süden hin einen weiten Blick in das Tal der Thalach, die zur Donau entwässert. An der Nordflanke des Burgberges entspringen im Forst Hag mehrere Quellbäche zur Roth als Vorfluter, deren Oberlauf vom Gipfel ebenfalls gut einsehbar ist und dem Rhein zufließt.
Die Burgruine befindet sich auf einer Plattform mit einem Durchmesser von zirka 45 Metern. Mit der Burg wurde eine Siedlung der Urnenfelderkultur überbaut. Das Gelände ist mit Nr. D-5-6833-0221 als Bodendenkmal erfasst. Den zentralen Palas aus dem 13. Jahrhundert umgaben ursprünglich breite Gräben.
Die Burg Stauf war der Sitz der seit 1138 in der urkundlichen Überlieferung erscheinenden Herren von Stauf. Sie wird erstmals ausdrücklich genannt, als sie 1276 Hermann von Stauf als Lehen Ludwigs II., des Pfalzgrafen bei Rhein und Herzogs von Bayern, innehatte. Vermutlich zu Beginn des 14. Jahrhunderts starb das Geschlecht aus. Um 1309 wurde die Burg durch Kaiser Heinrich VII. in seinem Kampf gegen den Grafen Eberhard von Württemberg zerstört. 1328 übertrug Kaiser Ludwig der Baier dem Burggrafen Friedrich von Nürnberg den Burgplatz mit dem Recht, die Burg wiederaufbauen zu dürfen. Es ist unklar, ob Friedrich dieses Recht wahrgenommen hat, denn 1341 weilte Kaiser Ludwig hier in einer Burg, die er nach Angaben der Quellen selbst errichten ließ. Ein Versuch Ludwigs, die Burg von den Nürnberger Burggrafen zurückzukaufen, scheiterte an seinen finanziellen Nöten. 1355 wird die Burg erneut als wüst bezeichnet. Kaiser Karl IV. gab deshalb ein weiteres Mal die Erlaubnis zur Wiederherstellung, die 1366 vollzogen war. Stauf wurde danach auch Amtssitz. 1460 wurde die Burg durch den bayerischen Herzog Ludwig dem Reichen in seinem Kampf gegen den Markgrafen Albrecht Achilles zerstört und blieb danach wüst. Der Amtssitz erhielt unterhalb der Burgruine neue Gebäude.
1809 wurde die Ruine an Privatleute verkauft und diente als Steinbruch. 1837 wurde ein Teil der Ruine durch den bayerischen König Ludwig I. zurückgekauft. Der weiterhin private Grund und Boden wurde 1909 von der Familie Miehling erworben, später von Josef Drexel. Dessen Nachkommen gehört die Burg, die nicht besichtigt werden kann, noch heute. Im Zweiten Weltkrieg wurden die Ruine und der Ort schwer getroffen.

## Beschreibung
Die Burg Stauf liegt auf einem weithin sichtbaren Bergkegel, auf dem sich die Burgfläche als langovales Plateau abzeichnet. Von den Befestigungsmauern ist nur noch eine Terrassenfuttermauer im Osten vorhanden, die möglicherweise einmal Unterbau eines Zwingers war. Der Zugang liegt im Osten in Richtung des Dorfes. Der 7 × 6 m große und nur noch als Stumpf erhaltene Bergfried ist aus Glattquadern errichtet, die Zangenlöcher aufweisen. Seine Mauerstärke von 1,50 m verdoppelt sich auf der Angriffsseite im Osten.

13 m westlich des Turms stehen die Ruinen des quadratischen Palas, der mit Buckelquadern verblendet ist. Bis zu den Zerstörungen im Zweiten Weltkrieg stand die Nordwand noch vier Geschosse hoch, wobei das dritte Obergeschoss schon ein späterer Aufbau mit großen, hereingebrochenen Fensteröffnungen war. Die Ostmauer des Palas ist in das heutige Wohnhaus integriert, das zwischen ihm und dem Bergfried steht. Nach einer alten Darstellung muss sich westlich des Palas noch ein Rundturm befunden haben.

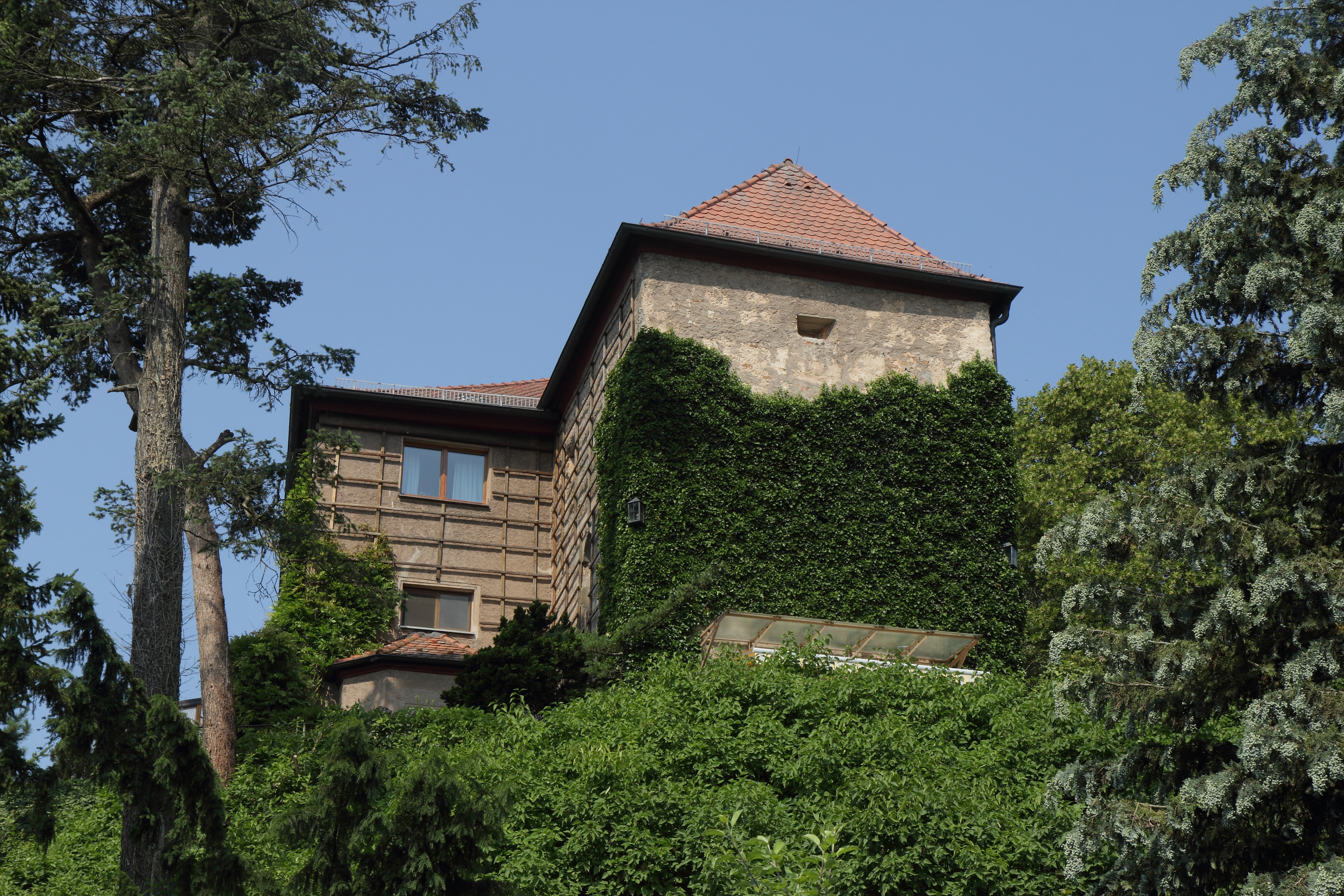
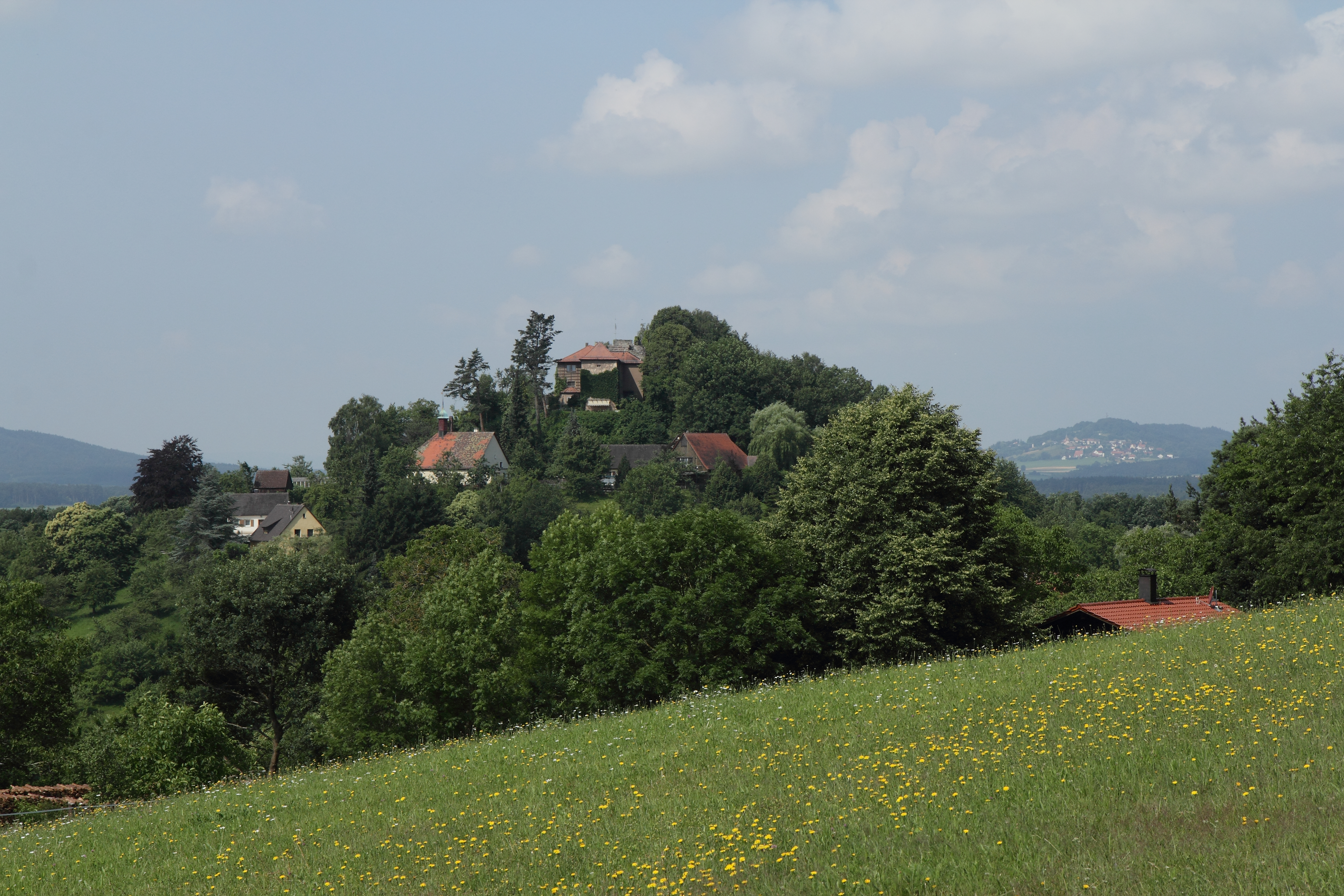
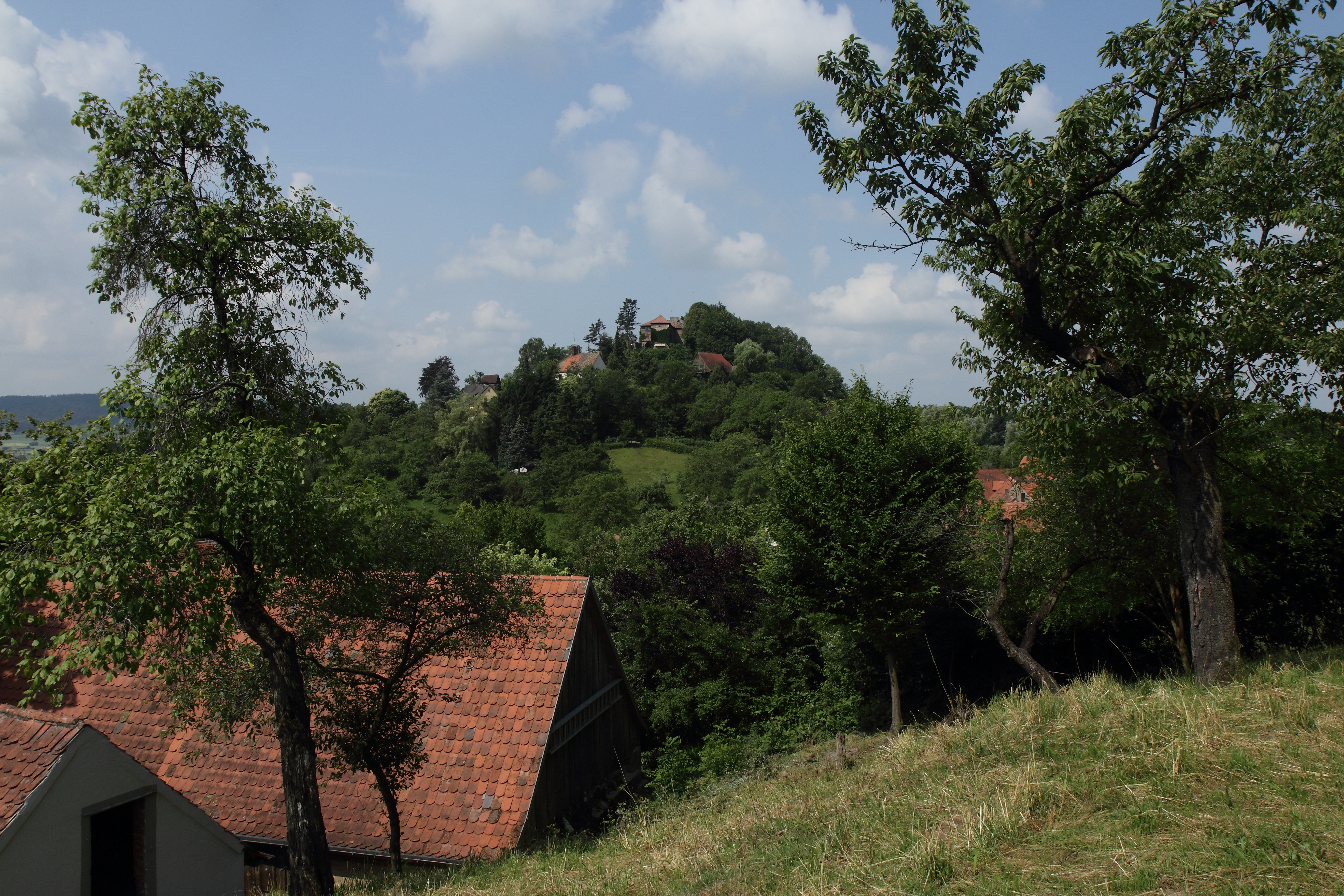